# USS Vance (DE-387)
USS Vance (DE-387/DER-387) là một tàu hộ tống khu trục lớp Edsall từng phục vụ cùng Hải quân Hoa Kỳ trong Chiến tranh Thế giới thứ hai. Nó là chiếc tàu chiến duy nhất của Hải quân Hoa Kỳ được đặt cái tên này, theo tên Trung úy Hải quân Joseph Williams Vance Jr. (1918-1942), người từng được tặng thưởng Huân chương Ngôi sao Đồng khi phục vụ cùng tàu khu trục Parrott (DD 218) tại Đông Ấn thuộc Hà Lan, được biệt phái như sĩ quan liên lạc sang tàu tuần dương hạng nặng Australia HMAS Canberra (D33), và đã tử trận khi Canberra bị đánh chìm trong Trận chiến đảo Savo vào ngày 8 tháng 8, 1942. Nó đã phục vụ cho đến khi chiến tranh kết thúc, xuất biên chế năm 1946, rồi tạm thời được chuyển cho Tuần duyên Hoa Kỳ phục vụ như là chiếc USCGC Vance (WDE-487) từ năm 1952 đến năm 1954. Sau khi hoàn trả cho Hải quân, nó được xếp lại lớp như một tàu hộ tống khu trục cột mốc radar DER-387 và tiếp tục hoạt động cho đến năm 1979, và đã từng tham gia các chiến dịch trong cuộc Chiến tranh Việt Nam. Con tàu cuối cùng bị bán để tháo dỡ. Vance được tặng thưởng bảy Ngôi sao Chiến trận do thành tích phục vụ tại Việt Nam.

## Thiết kế và chế tạo
Lớp Edsall có thiết kế hầu như tương tự với lớp Cannon dẫn trước; khác biệt chủ yếu là ở hệ thống động lực Kiểu FMR do được trang bị động cơ diesel Fairbanks-Morse dẫn động qua hộp số giảm tốc đến trục chân vịt. Đây là cấu hình động cơ được áp dụng rộng rãi trên tàu ngầm, được chứng tỏ là có độ tin cậy cao hơn so với lớp Cannon.
Vũ khí trang bị bao gồm ba pháo 3 in (76 mm)/50 cal trên tháp pháo nòng đơn có thể đối hạm hoặc phòng không, một khẩu đội pháo phòng không Bofors 40 mm nòng đôi và tám pháo phòng không Oerlikon 20 mm. Vũ khí chống ngầm bao gồm một dàn súng cối chống tàu ngầm Hedgehog Mk. 10 (có 24 nòng và mang theo 144 quả đạn); hai đường ray Mk. 9 và tám máy phóng K3 Mk. 6 để thả mìn sâu. Con tàu vẫn giữ lại ba ống phóng ngư lôi Mark 15 21 inch (533 mm), và được trang bị radar SC dò tìm không trung và mặt biển. Thủy thủ đoàn đầy đủ bao gồm 186 sĩ quan và thủy thủ.
Vance được đặt lườn tại xưởng tàu của hãng Brown Shipbuilding ở Houston, Texas vào ngày 30 tháng 4, 1943. Nó được hạ thủy vào ngày 16 tháng 7, 1943, được đỡ đầu bởi bà Joseph W. Vance, mẹ của Trung úy Vance, và nhập biên chế cùng Hải quân Hoa Kỳ vào ngày 1 tháng 11, 1943 dưới quyền chỉ huy của Hạm trưởng, Thiếu tá Tuần duyên Eric A. Anderson.

## Lịch sử hoạt động

### 1944 - 1946
Sau khi hoàn tất việc chạy thử máy huấn luyện tại khu vực Bermuda, với một thủy thủ đoàn toàn nhân sự thuộc lực lượng Tuần duyên Hoa Kỳ, Vance đảm nhiệm vai trò soái hạm của Đội hộ tống 45 và bắt đầu hộ tống các tàu chở dầu đi lại giữa Norfolk, Virginia và Port Arthur, Texas. Tại Norfolk, nó hoạt động như một tàu huấn luyện dành cho thủy thủ đoàn các tàu hộ tống khu trục trong tương lai. Sang tháng 2, 1944, nó hộ tống cho bộ phận New York của Đoàn tàu UGS-33 đi đến địa điểm tập trung ngoài khơi Norfolk, gia nhập thành phần chính của đoàn tàu rồi vượt Đại Tây Dương để hướng sang Gibraltar. Vào ngày 7 tháng 3, Vance khởi hành từ Casablanca, Maroc thuộc Pháp để cùng Đoàn tàu GUS-33 quay trở về Hoa Kỳ. Con tàu đi đến Xưởng hải quân New York vào ngày 23 tháng 3 để được bảo trì sau chuyến đi.
Vance lại khởi hành vào ngày 12 tháng 4, cùng các đồng đội thuộc Đội hộ tống 45 hộ tống cho 102 tàu buôn thuộc Đoàn tàu UGS-39 vượt Đại Tây Dương để hướng sang Tunisia. Đi đến Bizerte vào ngày 3 tháng 5, nó khởi hành tám ngày sau đó để cùng với Đoàn tàu GUS-39 quay trở về New York. Ngoài khơi Oran Algeria vào ngày 14 tháng 5, một tàu ngầm U-boat Đức lách qua khỏi hàng rào các tàu hộ tống và phóng ngư lôi trúng hai tàu buôn. Vance, lúc đó đang làm nhiệm vụ bảo vệ các tàu buôn bị rơi lại phía sau đội hình đoàn tàu, đã tiếp cận, phát hiện kính tiềm vọng chiếc tàu ngầm nên áp sát để tì cách húc đối thủ. Chiếc U-boat lặn xuống khẩn cấp để né tránh, và Vance tiếp tục truy đuổi và tấn công đối phương bằng mìn sâu và súng cối chống ngầm Hedgehog trong suốt mười giờ tiếp theo, cho đến khi bàn giao mục tiêu cho một đội tàu khu trục để quay lại cùng Đoàn tàu GUS-39. Chiếc U-616 bị các tàu khu trục thay phiên đánh chìm ba ngày sau đó tại vị trí về phía Tây Bắc Ténès, Algeria, ở tọa độ 36°46′B 00°52′Đ / 36,767°B 0,867°Đ.
Tổng cộng Vance đã hoàn tất tám chuyến hộ tống vận tải khứ hồi vượt đại dương sang vùng biển Tây Địa Trung Hải, xen kẻ với các đợt bảo trì tại Boston hay New York, và những dịp thực hành huấn luyện tại khu vực Casco Bay, Maine. Vào ngày 14 tháng 7, 1944 ngoài khơi Oran, nó giúp vào việc đánh trả các máy bay ném bom của Không quân Đức đã tấn công vào đoàn tàu vận tải. Đến ngày 2 tháng 5, 1945, nó rời New York cho chuyến hộ tống vận tải cuối cùng đi sang Địa Trung Hải, và lúc trên đường đi vào sáng ngày 11 tháng 5, sau khi Đức Quốc xã đã đầu hàng, nó phát hiện chớp sáng phía trước đoàn tàu vận tải nên đi đến để điều tra tung tích, phát hiện một tàu U-boat đang nổi trên mặt nước. Chiếc U-873, vốn đã ra khơi được 50 ngày, được chiếm giữ và được một thủy thủ đoàn khung của Vance đưa trở về Portsmouth, New Hampshire vào ngày 16 tháng 5.
Chuẩn bị để được điều động sang khu vực Mặt trận Thái Bình Dương, Vance được đại tu đồng thời được bổ sung vũ khí phòng không, trước khi khởi hành để đi sang Trân Châu Cảng. Tuy nhiên, do Nhật Bản đã chấp nhận đầu hàng vào ngày 15 tháng 8, giúp chấm dứt vĩnh viễn cuộc xung đột, con tàu chỉ hoạt động huấn luyện tại vùng biển Hawaii trước khi quay trở về vùng bờ Đông. Vào giữa tháng 10, con tàu được đại tu để chuẩn bị ngừng hoạt động, rồi đi xuống phía Nam đến Green Cove Springs, Florida. Nó được cho xuất biên chế tại đây vào ngày 27 tháng 2, 1946, và được đưa về Hạm đội Dự bị Đại Tây Dương.

### USCGCVance(WDE-487)
Trong giai đoạn Chiến tranh Triều Tiên, từ ngày 1 tháng 4, 1952 đến ngày 3 tháng 4, 1954, Vance được tạm thời chuyển cho lực lượng Tuần duyên Hoa Kỳ để hoạt động như là tàu cutter tuần tra USCGC Vance (WDE-487); con tàu nhập biên chế tại Xưởng hải quân Philadelphia dưới quyền chỉ huy của Hạm trưởng, Thiếu tá Tuần duyên James C. Waters. Nó hoạt động chủ yếu trong việc tàu tra tìm kiếm và giải cứu trên tuyến đường giữa quần đảo Hawaii và lục địa, Midway, Nhật Bản và quần đảo Aleut. Sau khi xung đột tại Triêu Tiên chấm dứt, tần suất các chuyến xuyên Thái Bình Dương suy giảm, nên con tàu được hoàn trả cho Hải quân.

### 1956 - 1968
Dự định được cải biến thành một tàu hộ tống khu trục cột mốc radar, Vance được kéo đến đến Xưởng hải quân Mare Island vào tháng 11, 1955 để được đại tu và hiện đại hóa, rồi được xếp lại lớp và mang ký hiệu lườn mới DER-387 vào ngày 21 tháng 10, 1955. Nó được tái biên chế trở lại tại Mare Island vào ngày 5 tháng 10, 1956 dưới quyền chỉ huy của Hạm trưởng, Thiếu tá Hải quân Albert M. Brouner.
Gia nhập Đội hộ tống 5, Vance đặt cảng nhà tại Seattle, Washington từ tháng 3, 1957, và đã hoàn tất tám lượt tuần tra trong vai trò cột mốc radar tuần tra dọc bờ biển Thái Bình Dương. Đến ngày 1 tháng 6, 1958 nó chuyển cảng nhà đến Trân Châu Cảng và bắt đầu hoạt động cùng Hải đội Hộ tống 7, rồi rời khu vực Hawaii một tháng sau đó để tuần tra như cột mốc radar tại hàng rào Thái Bình Dương, vốn kéo dài từ Alaska cho đến Midway. Nó trở thành tàu chiến đầu tiên hoạt động trên trong Đường cảnh báo sớm từ xa - (DEW: Distant Early Warning) Line - giữa Thái Bình Dương, nhằm cảnh báo sớm khả năng bị máy bay ném bom chiến lược hay tên lửa đạn đạo đối phương tấn công. Đến giữa tháng 1, 1959, sau khi được đại tu và huấn luyện ôn tập tại Trân Châu Cảng, con tàu lại được phái đến hàng rào cảnh báo giữa Thái Bình Dương. Khi Hải đội Hộ tống 7 được giải tán vào tháng 5, 1960, con tàu gia nhập trở lại Đội hộ tống 5 để tiếp nối nhiệm vụ tuần tra cảnh báo sớm.
Trong một đợt đại tu tại Trân Châu Cảng vào đầu năm 1961, Vance được nâng cấp đáng kể các phương tiện thông tin liên lạc. Sau khi tiếp nối vai trò tuần tra cột mổc radar vào mùa Xuân, đến tháng 8, 1961 nó được điều động sang Lực lượng Đặc nhiệm 43 và tham gia vào Chiến dịch Deep Freeze như một tàu tuần tra đại dương. Xuất phát từ căn cứ Dunedin, New Zealand, nó được phái đến một vị trí tuần tra canh phòng ở khoảng giữa New Zealand và Châu Nam Cực, và hoạt động quan trắc thời tiết, thông tin liên lạc và phục vụ tìm kiếm-giải cứu cho những chuyến bay giữa Christchurch, New Zealand với Trạm nghiên cứu McMurdo tại Châu Nam Cực. Con tàu làm nhiệm vụ này cho đến tháng 3, 1962, khi nó quay trở về Trân Châu Cảng ngang qua Melbourne, Australia và Papeete, Tahiti. Nó quay trở lại nhiệm vụ tuần tra DEW cho đến tháng 2, 1965, ngắt quãng bởi những đợt bảo trì, tiếp liệu và huấn luyện, hoạt động chủ yếu ở phía Bắc hàng rào Thái Bình Dương tại khu vực quần đảo Aleut.

#### Chiến tranh Việt Nam
Với những tiến bộ về kỹ thuật radar và khả năng cảnh báo sớm từ đất liền được cải thiện, vai trò của những tàu cột mốc radar trên biển dần trở nên lạc hậu. Trong khi đó Hoa Kỳ can thiệp ngày càng sâu hơn trong cuộc Chiến tranh Việt Nam. Vì vậy Vance được phái sang khu vực Tây Thái Bình Dương vào tháng 2, 1965, rời Trân Châu Cảng vào ngày 25 tháng 3 để cùng các tàu hộ tống khu trục Brister (DER-327) và Forster (DE-334) trong Đội đặc nhiệm 52.8 hướng sang Philippines. Trên đường từ vịnh Subic đi sang vùng biển Việt Nam, nó đã giải cứu Đại úy Không quân Leland D. Holcomb, người đã buộc phải phóng ra khỏi chiếc máy bay tiêm kích F-100 Super Sabre bị hỏa lực phòng không đối phương bắn cháy.
Từ ngày 11 tháng 4, Vance bắt đầu hoạt động trong khuôn khổ Chiến dịch Market Time, một hoạt động tuần tra nhằm ngăn chặn và tiêu diệt tàu thuyền của phía Bắc Việt Nam vận chuyển vũ khí và đạn dược xâm nhập vào Nam Việt Nam. Cho đến ngày 24 tháng 4, nó đã hoạt động gần vùng phi quân sự (DMZ) trong thành phần Đơn vị Đặc nhiệm 71.1.1, phối hợp với máy bay tuần tra cảnh báo sớm EC-121K Warning Star và Tư lệnh Đơn vị Đặc nhiệm 71.1.1 trên soái hạm John W. Thomason (DD-760). Trong giai đoạn từ ngày 15 tháng 5 đến ngày 4 tháng 6, nó tuần tra tương tự tại khu vực vịnh Thái Lan gần biên giới giữa Việt Nam và Campuchia, phối hợp với các tàu quét mìn nhỏ và với một sĩ quan liên lạc của Hải quân Nam Việt Nam để giúp vào việc khám xét những tàu bè nghi ngờ. Nó rời vùng biển Việt Nam và về đến Trân Châu Cảng vào ngày 18 tháng 6.
Vance lại được phái sang khu vực Tây Thái Bình Dương vào tháng 1, 1966 và tiếp tục hoạt động tuần tra trong khuôn khổ Chiến dịch Market Time. Lượt phục vụ thứ ba bắt đầu từ ngày 15 tháng 1, 1967, khi nó gia nhập Đệ Thất hạm đội và thay phiên cho tàu hộ tống khu trục Koiner (DE-331) tại vùng cửa sông Sài Gòn. Giống như trước đây, nó theo dõi và khám xét những tàu thuyền nghi ngờ nhằm ngăn chặn việc vận chuyển vũ khí và tiếp liệu của đối phương, và xen kẻ giữa hai lượt tuần tra là một đợt bảo trì, sửa chữa và tiếp liệu tại cảng Cao Hùng, Đài Loan. Sau khi kết thúc đợt tuần tra Market Time, nó tham gia chuyến tuần tra tại eo biển Đài Loan, nơi tiềm ẩn nguy cơ xung đột giữa lực lượng Cộng sản với phe Quốc dân Đảng. Đến cuối năm 1967, con tàu có đợt hoạt động cuối cùng tại Viễn Đông và trong cuộc Chiến tranh Việt Nam. Nó quay trở về vùng bờ Tây Hoa Kỳ vào cuối năm 1968 để chuẩn bị ngừng hoạt động.
Được đưa về thành phần dự bị thuộc Hạm đội Dự bị Thái Bình Dương tại Vallejo, California, Vance được cho xuất biên chế vào ngày 10 tháng 10, 1969, rồi rút tên khỏi danh sách Đăng bạ Hải quân vào ngày 1 tháng 6, 1975.  Con tàu cuối cùng bị đánh chìm như một mục tiêu vào năm 1985.

## Phần thưởng
Vance được tặng thưởng bảy Ngôi sao Chiến trận do thành tích phục vụ trong Chiến tranh Việt Nam.
|                                         |                                         |  |
|                                         |                                         |  |
|                                         |                                         |  |
| Silver star · Bronze star · Bronze star | Bronze star · Bronze star · Bronze star |  |

| Dãi băng Hoạt động Tác chiến                           |                                                                             |                                                     |
| Huân chương Chiến dịch Hoa Kỳ                          | Huân chương Chiến dịch Châu Âu-Châu Phi-Trung Đông                          | Huân chương Chiến thắng Thế Chiến II                |
| Huân chương Phục vụ Phòng vệ Quốc gia                  | Huân chương Phục vụ Nam Cực                                                 | Huân chương Viễn chinh Lực lượng Vũ trang           |
| Huân chương Phục vụ Việt Nam với 7 Ngôi sao Chiến trận | Huân chương Anh Dũng Bội Tinh (Việt Nam Cộng Hòa) với 3 Ngôi sao Chiến trận | Huân chương Chiến dịch Bội Tinh (Việt Nam Cộng Hòa) |